# Donowangun
Donowangun is een bestuurslaag in het regentschap Pekalongan van de provincie Midden-Java, Indonesië. Donowangun telt 3706 inwoners (volkstelling 2010).